# Прапор Сокальського району
Пра́пор Сока́льського райо́ну — офіційний символ Сокальського району Львівської області, затверджений 16 серпня 2002 року рішенням сесії Сокальської районної ради.
Автор прапора — А. Гречило.

## Опис
Прапор являє собою прямокутне полотнище зі співвідношенням сторін 2:3, яке поділене вертикально на дві частини: синю від вільного краю, шириною ⅔ прапора та поле біля древка, розділене горизонтально на верхнє червоне та нижнє чорне. В центрі синього поля розміщено жовтого сокола з розправленими крилами, а в центрі червоного — жовту корону.